# كيميائي محترف
كيميائي محترف هو مصطلح يُطلق على الكيمائيين المسجلين أو الحاصلين على ترخيص في كندا والمسموح لهم بتقديم خدماتهم المهنية للعامة مباشرة. وعادةً ما يُختصر منصب الكيميائي المحترف إلى (P.Chem.) عند إضافته كلاحقة بعد اسم الشخص.
وتحدد الحكومة المقصود بمصطلح الكيميائي المحترف والممارسة الفعلية للكيمياء الاحترافية من الناحية القانونية وتوفر الحماية له. وفي بعض دوائر الاختصاص لا يُسمح باستخدام اللقب أو ممارسة الكيمياء الاحترافية إلا للكيميائيين المحترفين المسجلين أو الحاصلين على ترخيص أو الكيميائيين المعتمدين.
إن السمة التي تميز الكيميائي المحترف المسجل/المرخص هي السلطة المخولة له بتوقيع و«ختم» المستندات الكيميائية (مثل التقارير والرسومات والحسابات) لإجراء دراسة أو وضع تقدير أو تصميم أو تحليل، ومن ثم يتحمل المسؤولية القانونية عنها.

## التسجيل والتنظيم
لكل مقاطعة إجراءات ومتطلبات خاصة لمنح الترخيص أو التسجيل. ويكون كل ترخيص ساريًا في المقاطعة التي تم منحه فيها فقط. ولذلك يحتفظ الكثير من الكيميائيين المحترفينن بتراخيص في العديد من المقاطعات. وتتباين إجراءات الترخيص المتبعة، إلا أن عملية الترخيص العامة تتطلب ما يلي:
1. التخرج والحصول على درجة علمية في الكيمياء من جامعة معتمدة.
2. تراكم عدد معين من سنوات الخبرة في الكيمياء. وقد يتراوح عددها من سنتين إلى خمس سنوات حسب المقاطعة.

## لقب «الكيميائي»
يتمتع لقب «كيميائي» بحماية قانونية في بعض المقاطعات، مما يعني أن القانون يحظر استخدامه لتقديم خدمات كيميائية للعامة ما لم يتم الحصول على تصريح بذلك على وجه الخصوص من المقاطعة من خلال ترخيص كيميائي محترف. ويُشار إلى ذلك عادةً باسم «حق ملكية اللقب» من خلال الوثائق القانونية. ويصبح لدى الكيميائي المحترف المرخص له خيار ارتداء خاتم الكيميائيين.

## الممارسة غير المصرح بها
نظرًا لأن المقاطعات الفردية في كندا هي التي تتولى تنظيم ممارسة الكيمياء، فإن مجالات الكيمياء التي تعد استثناءً للمتطلبات التنظيمية الإلزامية تشمل:
(أ) الأستاذالجامعي الذي يدرس الكيمياء ضمن برنامج معتمد.
(ب) الأفراد العسكريين الحاصلين على ترخيص سارٍ وحالي لدى الحكومة الكندية.
لا يُسجل الكيميائيون في أي تخصص محدد، إلا أنه يُحظر عليهم بموجب مدونة قواعد السلوك  الممارسة بما يتجاوز تدريبهم وخبرتهم. وغالبًا ما تكون خروق مدونة السلوك أسبابًا كافية لتطبيق القانون، الأمر الذي قد يتضمن الإيقاف عن العمل أو فقدان الترخيص فضلاً عن الغرامات المالية، والآن من خلال التغييرات الأخيرة التي طرأت على القانون الكندي، قد يؤدي الأمر إلى قضاء مدة في السجن في حالة إبداء شكل من أشكال الإهمال تجاه المشاركة في أي حادث شهد خسائر في الأرواح البشرية. ومن بين أمثلة الكيميائيين المحترفين كيميائي حقول النفط وكيميائي سوائل الحفر وأخصائي الكيمياء البيئية وأخصائي الكيمياء الحيوية والصيدلاني.